# Saison 1961-1962 de la WHL
Saison précédente Saison suivante
La saison 1961-1962 est la dixième saison de la Western Hockey League. Huit équipes jouent 70 matchs de saison régulière à l'issue de laquelle les Flyers d'Edmonton sont sacrés champions de la Coupe du président.

## Saison régulière

### Classements
| Clt   | Équipe                | PJ | V  | D  | N | BP  | BC  | Pts |
| ----- | --------------------- | -- | -- | -- | - | --- | --- | --- |
| +001, | Flyers d'Edmonton     | 70 | 39 | 27 | 4 | 296 | 245 | 82  |
| +002, | Totems de Seattle     | 70 | 36 | 29 | 5 | 244 | 222 | 77  |
| +003, | Stampeders de Calgary | 70 | 36 | 29 | 5 | 292 | 271 | 77  |
| +004, | Canucks de Vancouver  | 70 | 18 | 48 | 4 | 223 | 324 | 40  |

| Clt   | Équipe                 | PJ | V  | D  | N | BP  | BC  | Pts |
| ----- | ---------------------- | -- | -- | -- | - | --- | --- | --- |
| +001, | Buckaroos de Portland  | 70 | 42 | 23 | 5 | 265 | 203 | 89  |
| +002, | Comets de Spokane      | 70 | 37 | 28 | 5 | 272 | 242 | 79  |
| +003, | Seals de San Francisco | 70 | 29 | 39 | 2 | 229 | 270 | 60  |
| +004, | Blades de Los Angeles  | 70 | 25 | 39 | 6 | 265 | 309 | 56  |

- En gras : qualifié pour les demi-finales des séries éliminatoires
- En italique : qualifié pour les quarts de finale des séries éliminatoires

### Meilleurs pointeurs
| Clt | Joueur             | Équipe        | PJ | B  | A  | Pts |
| --- | ------------------ | ------------- | -- | -- | -- | --- |
| 1   | Gene Mekilok       | Spokane       | 70 | 36 | 61 | 97  |
| 2   | Norm Johnson       | Calgary       | 69 | 29 | 64 | 93  |
| 3   | Art Jones          | Portland      | 70 | 38 | 48 | 86  |
| 4   | Phil Maloney       | Vancouver     | 70 | 34 | 52 | 86  |
| 5   | Tom McVie          | Portland      | 67 | 45 | 40 | 85  |
| 6   | Bob Solinger       | San Francisco | 70 | 30 | 55 | 85  |
| 7   | Lou Jankowski      | Calgary       | 64 | 44 | 40 | 84  |
| 8   | Rudy Filion        | Seattle       | 70 | 21 | 63 | 84  |
| 9   | Gerry Brisson      | Spokane       | 70 | 44 | 39 | 83  |
| 10  | William MacFarland | Seattle       | 70 | 46 | 35 | 81  |

## Séries éliminatoires
Les premiers de chaque division sont qualifiés directement pour les demi-finales où ils affrontent le vainqueur de la confrontation entre le deuxième et le troisième de leur division. Les quarts de finale sont joués au meilleur des 3 matchs, les demi-finale et la finale se jouent en sept matchs. Les Flyers d'Edmonton remportent la Coupe du président en battant les Comets de Spokane en 7 matchs.
|  | Quarts de finale | Quarts de finale       | Quarts de finale | Quarts de finale      |    |                   | Demi-finales | Demi-finales | Demi-finales | Demi-finales |  |  | Finale | Finale | Finale | Finale |
|  |                  |                        |                  |                       |    |                   |              |              |              |              |  |  |        |        |        |        |
|  |                  |                        |                  |                       |    |                   |              |              |              |              |  |  |        |        |        |        |
|  |                  |                        |                  |                       |    |                   |              |              |              |              |  |  |        |        |        |        |
|  |                  |                        |                  |                       |    |                   |              |              |              |              |  |  |        |        |        |        |
|  |                  |                        |                  |                       |    |                   |              |              |              |              |  |  |        |        |        |        |
|  |                  |                        |                  |                       |    |                   |              |              |              |              |  |  |        |        |        |        |
|  | N1               | Flyers d'Edmonton      | 4                | 4                     |    |                   |              |              |              |              |  |  |        |        |        |        |
|  | N1               | Flyers d'Edmonton      | 4                | 4                     |    |                   |              |              |              |              |  |  |        |        |        |        |
|  |                  |                        | N3               | Stampeders de Calgary | 1  | 1                 |              |              |              |              |  |  |        |        |        |        |
|  | N2               | Totems de Seattle      | N3               | Stampeders de Calgary | 1  | 1                 | 0            | 0            |              |              |  |  |        |        |        |        |
|  | N2               | Totems de Seattle      |                  |                       |    |                   |              | 0            |              |              |  |  |        |        |        |        |
|  | N3               | Stampeders de Calgary  | 2                | 2                     |    |                   |              |              |              |              |  |  |        |        |        |        |
|  | N3               | Stampeders de Calgary  | 2                | 2                     | N1 | Flyers d'Edmonton | 4            | 4            |              |              |  |  |        |        |        |        |
|  |                  |                        |                  |                       | N1 | Flyers d'Edmonton | 4            | 4            |              |              |  |  |        |        |        |        |
|  |                  |                        | S2               | Comets de Spokane     | 3  | 3                 |              |              |              |              |  |  |        |        |        |        |
|  |                  |                        |                  |                       | 3  | 3                 |              |              |              |              |  |  |        |        |        |        |
|  |                  |                        |                  |                       |    |                   |              |              |              |              |  |  |        |        |        |        |
|  |                  |                        |                  |                       |    |                   |              |              |              |              |  |  |        |        |        |        |
|  | S1               | Buckaroos de Portland  | 3                | 3                     |    |                   |              |              |              |              |  |  |        |        |        |        |
|  | S1               | Buckaroos de Portland  | 3                | 3                     |    |                   |              |              |              |              |  |  |        |        |        |        |
|  |                  |                        | S2               | Comets de Spokane     | 4  | 4                 |              |              |              |              |  |  |        |        |        |        |
|  | S2               | Comets de Spokane      | S2               | Comets de Spokane     | 4  | 4                 | 2            | 2            |              |              |  |  |        |        |        |        |
|  | S2               | Comets de Spokane      |                  |                       |    |                   |              | 2            |              |              |  |  |        |        |        |        |
|  | S3               | Seals de San Francisco | 0                | 0                     |    |                   |              |              |              |              |  |  |        |        |        |        |
|  | S3               | Seals de San Francisco | 0                | 0                     |    |                   |              |              |              |              |  |  |        |        |        |        |
|  |                  |                        |                  |                       |    |                   |              |              |              |              |  |  |        |        |        |        |

## Récompenses

### Trophée collectif
| Coupe Lester Patrick : Vainqueurs des séries | Flyers d'Edmonton |

### Trophées individuels
| Outstanding Goalkeeper Award : Meilleur gardien | Al Millar, Totems de Seattle                        |
| Leading Scorer Award : Meilleur pointeur        | Gene Mekilok, Spokes de Spokane                     |
| George Leader Cup : Meilleur joueur             | William MacFarland, Totems de Seattle               |
| Rookie Award : Meilleure recrue                 | Jim Baird,Totems de Seattle et Canucks de Vancouver |
| Fred J. Hume Cup : Joueur le plus gentilhomme   | Phil Maloney, Canucks de Vancouver                  |

### Équipe d'étoiles
Les six joueurs suivants sont élus dans l'équipe d'étoiles :
- Gardien : Al Millar, Totems de Seattle
- Défenseur : Lloyd Haddon, Flyers d'Edmonton
- Défenseur : Doug Barkley, Stampeders de Calgary
- Ailier gauche : William MacFarland, Totems de Seattle
- Centre : Norm Johnson, Stampeders de Calgary
- Ailier droit : Tom McVie, Buckaroos de Portland

## Match des étoiles
Le Match des étoiles se déroule à Portland le 8 janvier 1962. La division Nord bat la division Sud 7 buts à 3.